# Gevir
Gevir er hele hornkronen hos hjorte. Hos de fleste hjorte er det kun hannerne, der bærer gevir (opsats). En undtagelse er rensdyr, hvor også hunnen bærer gevir. Vandrådyr er de eneste hjorte uden gevir.
Gevir består af to bendannelser, der som regel er forgrenet, og som vokser ud gennem pandebenet via rosenstokkene. Hjorte kaster geviret om foråret, hvorefter et nyt og større gevir vokser ud. Når det vokser ud, er det dækket af et bastlag, der er et blodfyldt hudlag. Når geviret er udvokset fjerner dyret det ved at gnide det mod træstammer eller buske. Bastlaget indeholder næring og spises nogle gange af dyret, efter at det er gnedet af.
Den amerikanske elg (alces americanus) har verdens største gevir. Det kan veje 45 kg og blive 2 meter bredt.
Gevir er ikke det samme som horn. Horn, som findes på eksempelvis kvæg, sidder permanent på dyret og vokser med det.

## Eksterne links
- Wikimedia Commons har flere filer relateret til Gevir
- Gevir Arkiveret 23. september 2013 hos  Wayback Machine – Det norske Statens naturoppsyn